# Воля-Цирусова
Воля-Цирусова (пол. Wola Cyrusowa) — село в Польщі, у гміні Дмосін Бжезінського повіту Лодзинського воєводства.
Населення — 290 осіб (2011).
У 1975-1998 роках село належало до Скерневицького воєводства.

## Демографія
Демографічна структура станом на 31 березня 2011 року:
|          | Загалом | Допрацездатний вік | Працездатний вік | Постпрацездатний вік |
| -------- | ------- | ------------------ | ---------------- | -------------------- |
| Чоловіки | 134     | 31                 | 85               | 18                   |
| Жінки    | 156     | 31                 | 85               | 40                   |
| Разом    | 290     | 62                 | 170              | 58                   |